# Malabartrogon

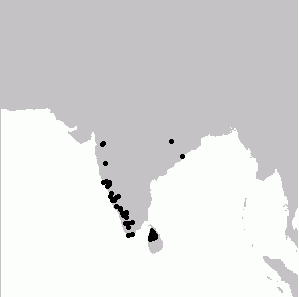
Verbreitungsgebiet des Malabartrogones

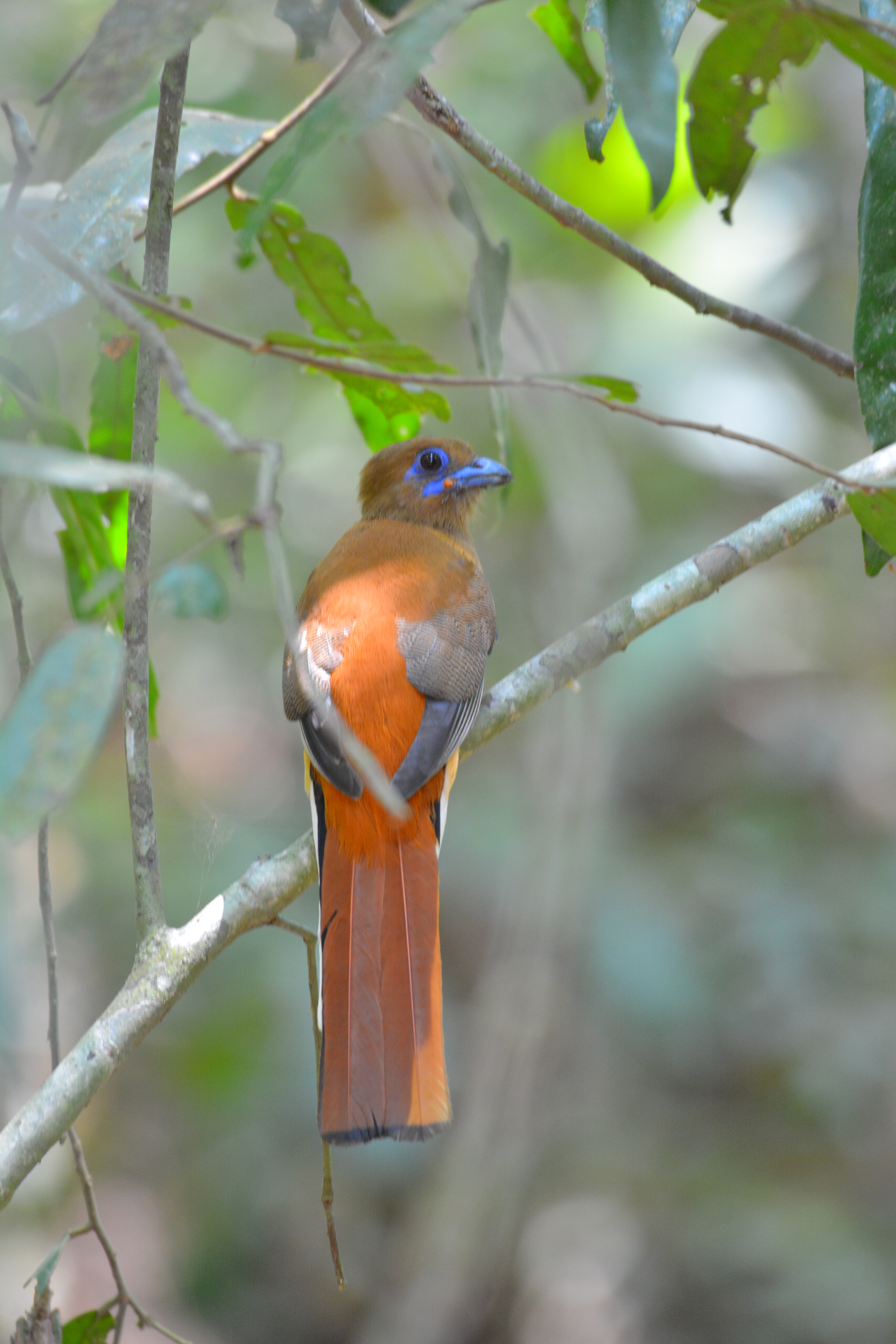
Weibchen

Der Malabartrogon (Harpactes fasciatus), Syn. Harpactes malabaricus, Trogon fasciatus,  ist eine Vogelart aus der Familie der Trogone (Trogonidae).
Der Vogel kommt in In den Wäldern Sri Lankas und Indiens vor, dort hauptsächlich in den Westghats und Ostghats.
Der Lebensraum umfasst dichten, immergrünen, breitblättrigen Primär- und Sekundärwald, auch Mischwälder, bevorzugt mit Bambus in tropischen und subtropischen Zonen bis 1500, seltener bis 2000 m Höhe, in Sri Lanka bis 2200 m, auch gelegentlich in Plantagen.
Der Artzusatz kommt lateinisch fasciatus ‚gebändert‘.

## Merkmale
Die Art ist 29–30 cm groß und wiegt zwischen 62 und 64 g.
Das Männchen ist grauschwarz von Kopf bis Oberbrust. Schnabel, breiter Augenring und ein kleiner unbefiederter Fleck hinter dem Auge sind kobaltblau, der Schnabel hat eine schwarze Spitze, der Schnabelwinkel reicht bis fast hinter das Auge und ist gleichfalls kobaltblau gefärbt. Die Oberseite ist gelblichbraun, die Flügeldecken sind dicht schwarz-weiß marmoriert, die Schwanzoberseite ist dunkelbraun mit schwarzer Terminalbinde. Ein breites, unregelmäßig begrenztes weißes Brustband trennt Oberbrust vom Rosarot der Unterseite bis zu den Unterschwanzdecken.
Das Weibchen ist dunkel zimtfarben an Kopf und Brust, die Flügeldecken sind braun bis gelbbraun marmoriert, die Unterseite ist blass zimtfarben. Die Iris ist dunkelbraun, die Beine sind blau.
Jungvögel sehen wie Weibchen zimtfarben aus, sind aber gräulich an Kopf und Brust.
Die Art ähnelt dem Rotnackentrogon (Harpactes kasumba), der nicht im gleichen Verbreitungsgebiet vorkommt, hat aber keine rote Kopfkappe und ein breiteres weißes Brustband, Das Weibchen hat mehr Schwarz an der Schwanzunterseite.

## Geografische Variation
Es werden folgende Unterarten anerkannt:
- H. f. malabaricus (Gould, 1834)[8] — Wälder im Westen und Süden Indiens, etwas größer und länger schwänzig, das Männchen ist an Kopf und Brust rußigschwarz
- H. f. legerli (Koelz, 1939)[9] — Zentrum und Osten Indiens. Diese Unterart wird mitunter als Synonym für die Nominatform angesehen.
- H. f. fasciatus (Pennant, 1769), Nominatform, — Sri Lanka. Die vorgeschlagene Unterart H. f. parvus Deraniyagala Paulus Edward Pieris Deraniyagala, 1955[10] im Norden Sri Lankas wird der Nominatform zugerechnet.

## Stimme
Der Gesang wird als kehliges musikalisches „cue-cue-cue-…“, das gemächlich wiederholt wird, beschrieben und erinnert an einen Pirol (Oriolus oriolus). Es gibt Unterschiede zwischen den Unterarten: H. f. malabaricus lässt eine Reihe von sanften, leicht kehligen „kyaau“-Tönen hören, die im Verlauf tief heruntergezogen werden, dann wieder ansteigen; H. f. fasciatus ruft kürzer, klarer, dünner und deutlicher nach unten gezogen „tyu“. Der Alarmruf ist ein langsam rollendes „krr-r-r-r“, meist vom Weibchen.

## Lebensweise
Die Art ist überwiegend ein Standvogel, in Westindien werden Höhenwanderungen zwischen November und März um Bombay beobachtet. Die Vögel sitzen lange einzeln oder mit Abstand paarweise bewegungslos auf Baumstümpfen und niedrigen Ästen und hüpfen nach fliegenden Insekten.
Die Nahrung besteht hauptsächlich aus Raupen, Käfer, Zikaden, Gespenstschrecken und anderen Insekten, aber auch aus Blättern und Früchten. Die Art ist dämmerungsaktiv und greift die Beute meist im Flug. Der Vogel mischt sich gern auch in Gemischte Jagdgemeinschaften.
Die Brutzeit liegt zwischen Februar und Juni in Indien und zwischen März und Mai auf Sri Lanka. Das Nest wird in einer natürlichen, seltener von anderen Vögeln erstellten Höhle in oder auf einem Baumstumpf angelegt, üblicherweise weniger als 6 m hoch im dichten Wald. Das Gelege besteht aus 2 bis 4 glänzenden weißen Eiern, die von beiden Elternvögeln bebrütet werden.

## Gefährdungssituation
Der Bestand gilt als „nicht gefährdet“ (Least Concern).